# Orange Bank
Orange Bank fue una filial francesa de banca móvil del operador Orange y de la aseguradora francesa Groupama.

## Historia
El 22 de abril de 2016, Orange y Groupama firmaron un acuerdo que pretendió desarrollar un banco en línea conjuntamente. Dicho acuerdo concretaba la entrada de Orange al capital de Groupama Banque hasta un 65 %, conservando el 35% restante Groupama. Tras este acuerdo, Groupama Banque cambia su nombre por Orange Bank.
El lanzamiento de Orange Bank tuvo lugar el 2 de noviembre de 2017, con el objetivo de alcanzar 2 millones de clientes en 2025, con rentabilidad desde el quinto año. Cuatro meses después de su lanzamiento, Orange Bank disponía de 100.000 clientes. El banco anunció en 2018 la posibilidad de ofrecer créditos al consumo. Dos años después de su lanzamiento, en octubre de 2019, Orange Bank contaba con 344.000 cuentas abiertas.
La entidad cesó su actividad en 2024, integrándose en Cetelem.

## Implantación

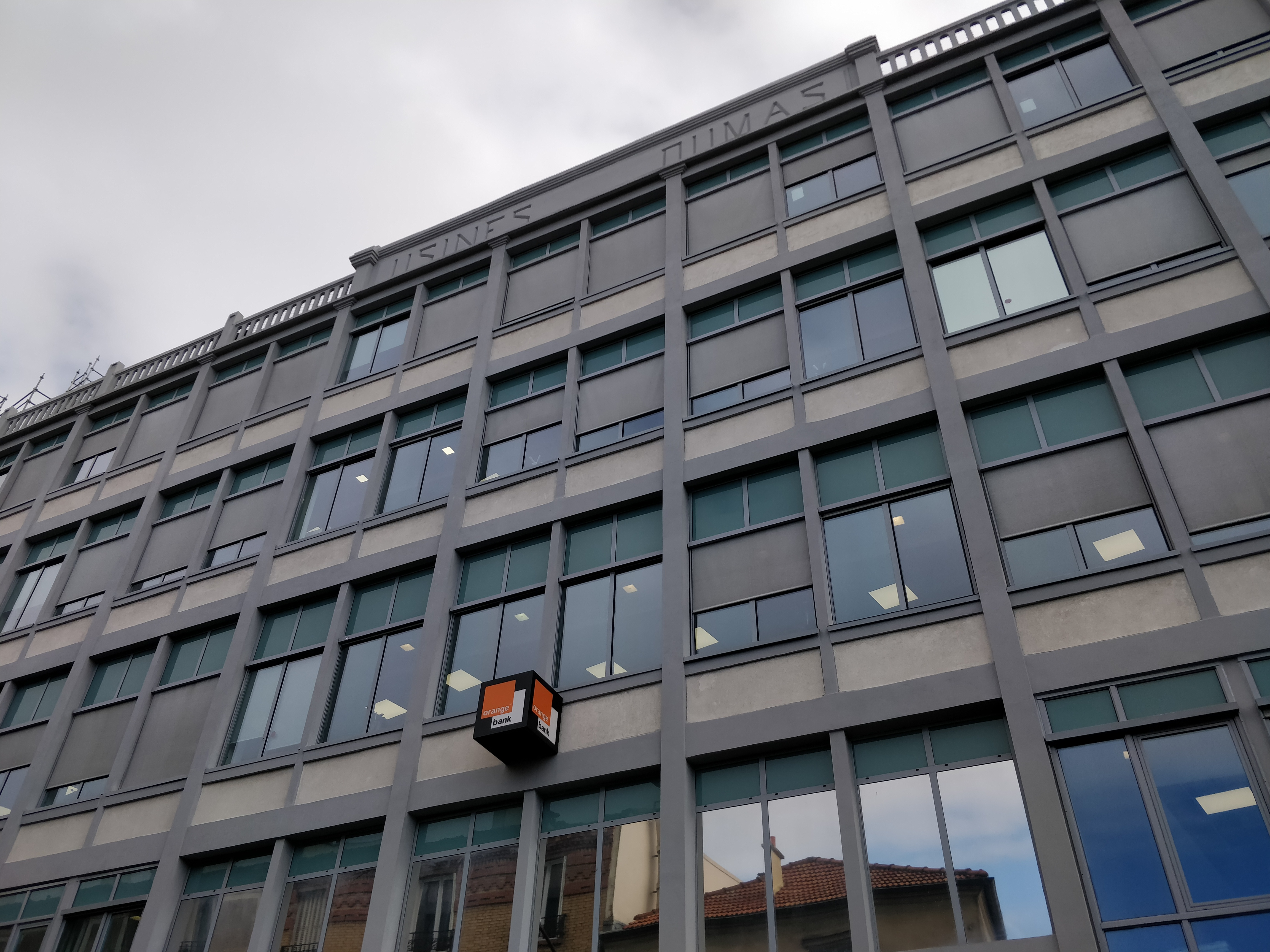
Sede social de Orange Bank en Montreuil, Francia.

Después de su lanzamiento en Francia en 2017, Orange Bank anunció la llegada en Bélgica y posteriormente en España, aprovechando la presencia del operador telefónico en estos países y su cobertura de tiendas.

## Tecnología
Al ser un banco virtual, muchas de las consultas son atendidas mediante inteligencia artificial, por un bot llamado Djingo para responder las preguntas las 24 horas. Este consejero virtual hace uso de IBM Watson.
Para el acceso a las cuentas, se utiliza tecnología biométrica, eliminando el uso de contraseñas.